# ガーター主席紋章官
ガーター主席紋章官（ガーターしゅせきもんしょうかん、英: Garter Principal King of Arms）は、イギリスの紋章官。ガーター紋章官頭とも訳される。上級紋章官（キング・オブ・アームズ）の筆頭に位置し、典礼・紋章を統括する国務大官の軍務伯（ノーフォーク公爵家が世襲）を補佐する。2024年現在、デイヴィッド・ホワイトが主席紋章官を務める。

## 概要
その起源は、ヘンリー5世が1415年にウィリアム・ブルージュを任命したことに始まる。与えられた役割としては、上級紋章官としてガーター騎士団の紋章について取り仕切ること、紋章院を統べる立場（ただし名目上の紋章院総裁は軍務伯）にあることであった。この二つの役割はいずれもブルージュへの任官がイギリス史上初の事例であった。その大きな権限から、ブルージュは周囲の紋章官の反感を買ったという。

ガーター主席紋章官の他の職務としては、ガーター勲爵士叙任式の際に中心的な役割を演じる点にある。ガーター主席紋章官は黒杖官とともに新勲爵士を引き連れてウィンザー城「玉座の間」に入る。新勲爵士は現役の騎士2名に伴われて君主の前に導かれ、君主から勲章（大綬章、星章）を授与される。その後、男性が左足につけるガーターを渡すのもガーター主席紋章官の役割である。

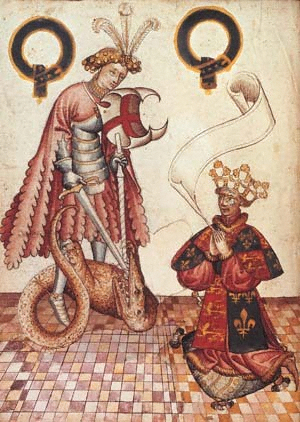
1430年頃の写本『Bruges Garter Book（英語版）』に描かれているウィリアム・ブルージュ（英語版）主席紋章官（右）。イングランドの守護聖人セント・ジョージ（左）に跪いている。
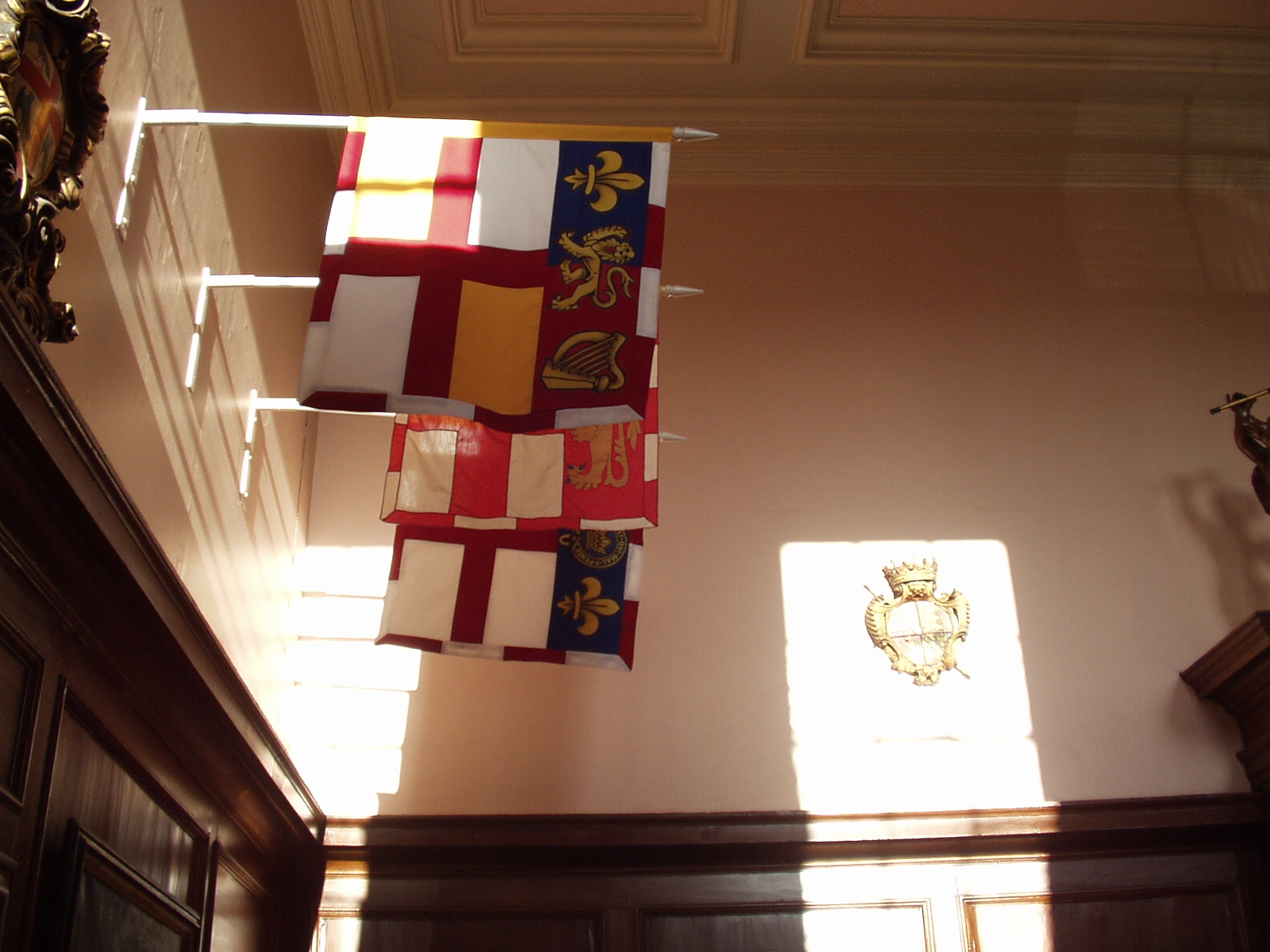
紋章院に飾られている上級紋章官のバナー。最も奥のものがガーター主席紋章官のもの。

### 歴史
初代主席紋章官のブルージュより連綿と続いているが、サー・ギルバート・デシックが1584年に死去した際、18か月ほど空位だった時期がある。後を継いだのは息子サー・ウィリアム・デシックだったが、ウィリアムは職権を越えた紋章の承認行為を行ったり、従来認められていなかった主席紋章官の役割（紋章の不正使用者を訪問する権利）を不正に勅許状に追加するなど、違法行為を犯しつづけたため、解任に追い込まれている。
複数の主席紋章官が就任していたケースもある。例えば清教徒革命期、サー・エドワード・ウォーカーとサー・エドワード・ビッシュが共同就任していた時期がある。さらに18世紀にも、ジョン・アンスティス主席紋章官の在職中（1727年）、その子ジョンの共同就任が決まり、1730年に正式に就任宣誓を行っている。
19世紀から20世紀初頭にかけて、サー・チャールズ・ヤングやサー・アルバート・ウッズなど、就任から死去まで終身で務める主席紋章官が続いた。特にアルバート・ウッズは高齢にもかかわらず主席紋章官からの引退を拒みつづけた。その結果ウッズの死後に、主席紋章官やヘラルドは権限を一部縮小され、権限移譲された騎士団員栄典事務総局（騎士団員の登録や付随事務作業を行う部署）が新たに発足することとなった。また主席紋章官の任期については、サー・アンソニー・ワグナーの頃（任期：1961年-1978年）には「70歳」を定年とする慣例がみられ、ワグナーもこれに従って退官した。
第一次世界大戦が始まると、主席紋章官はガーターの剥奪にも関与することとなる。大戦勃発後に反独感情が高まった際、ジョージ5世は、「ドイツ皇帝ヴィルヘルム2世のガーター勲章を過去の先例にならって剥奪すべし」という新聞投書を読み、アルフレッド・スコット=ゲティ主席紋章官にガーターを剥奪できるか問うてきた。スコット=ゲティは「投書の内容は史実であり、国王は騎士団の主権者として剥奪は可能」と回答している。これを受けてジョージ5世は、1915年に騎士団員のヴィルヘルム2世以下ドイツ諸侯やオーストリア皇帝フランツ・ヨーゼフ1世を対象にそのバナーを撤去した。

## 服飾
15世紀以降、ガーター主席紋章官は、盾とロズンジであしらわれた冠（コロネット）を着用するのが正装となった。その後18世紀以降に、外周を葉飾りであしらったデザインへ変更されて現在に至る。

また職杖とバッジ（副紋章）も与えられ、いずれもガーター騎士団の紋章が描かれている。1906年に、主席紋章官に黒いバトンも下賜されることとなったが、1953年に現在の白いバトンへと変更されている。

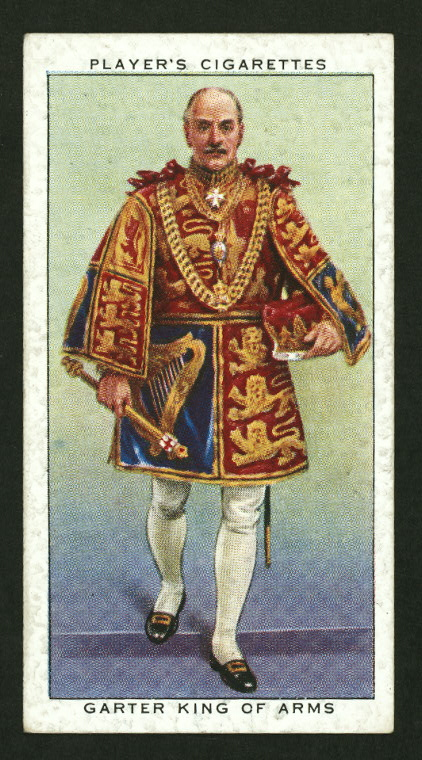
サー・ジェラルド・ウォラストン（英語版）主席紋章官。コロネット、バトンを手に持つ。
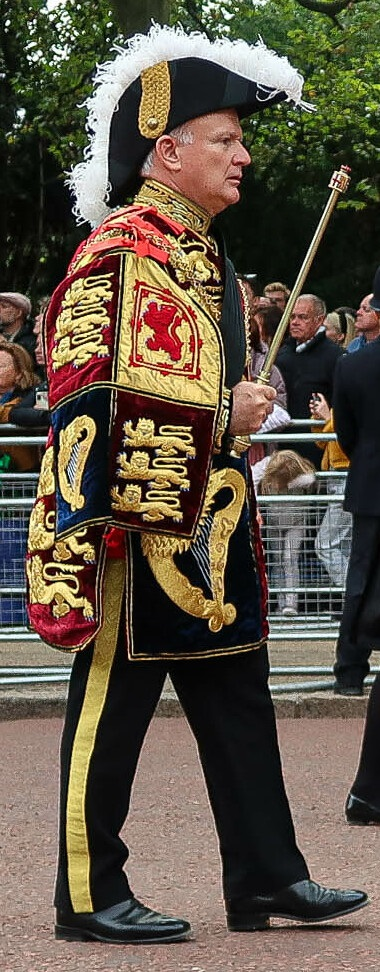
エリザベス2世の国葬に参列するデイヴィッド・ホワイト主席紋章官。バトンを手に持つ。

## 俸給
ガーター主席紋章官の俸給は、国王から支払われる年収（49.07 英ポンド）に加えて、大蔵省からの公職に対する給与（2018年時点で35,000 英ポンド）が加算される。2021年時点で、当時のガーター主席紋章官トマス・ウッドコックに支払われた総額は、651,515 英ポンドである。また公務に対する費用補填として74,579.02 英ポンドが支給されている。

## 一覧
| 写真・ 肖像 | 紋章 | 氏名                                  | 在任期間        | 出典          |
| ----------- | ---- | ------------------------------------- | --------------- | ------------- |
|             |      | ウィリアム・ブルージュ                | 1417年 - 1450年 | [ 4 ]         |
|             |      | ジョン・スマート                      | 1450年 - 1478年 | [ 4 ]         |
|             |      | ジョン・ライズ                        | 1478年 - 1504年 | [ 4 ]         |
|             |      | トマス・ライスリー                    | 1505年 - 1534年 | [ 4 ]         |
|             |      | トマス・ウォール                      | 1534年 - 1536年 | [ 4 ]         |
|             |      | クリストファー・バーカー              | 1536年 - 1550年 | [ 4 ]         |
|             |      | サー・ギルバート・デシック            | 1550年 - 1584年 | [ 4 ]         |
| 空位        |      |                                       |                 |               |
|             |      | サー・ウィリアム・デシック            | 1586年 - 1606年 | [ 4 ]         |
|             |      | サー・ウィリアム・シーガー            | 1607年 - 1633年 | [ 4 ]         |
|             |      | サー・ジョン・バラ                    | 1633年 - 1643年 | [ 4 ]         |
|             |      | サー・ヘンリー・セントジョージ        | 1644年          | [ 4 ]         |
|             |      | サー・エドワード・ウォーカー          | 1645年 - 1677年 | [ 4 ]         |
|             |      | サー・エドワード・ビッシュ            | 1646年 - 1660年 | [ 4 ]         |
|             |      | サー・ウィリアム・ダグデイル          | 1677年 - 1686年 | [ 4 ]         |
|             |      | サー・トマス・セントジョージ          | 1686年 - 1703年 | [ 4 ]         |
|             |      | サー・ヘンリー・セントジョージ        | 1703年 - 1715年 | [ 4 ]         |
|             |      | ジョン・アンスティス（父）            | 1714年 - 1744年 | [ 4 ]         |
|             |      | ジョン・アンスティス（子）            | 1727年 - 1754年 | [ 4 ]         |
|             |      | ステファン・リーク                    | 1754年 - 1773年 | [ 4 ]         |
|             |      | チャールズ・タウンリー                | 1773年 - 1774年 | [ 4 ]         |
|             |      | トマス・ブラウン                      | 1774年 - 1780年 | [ 4 ]         |
|             |      | ラルフ・ビグランド                    | 1780年 - 1784年 | [ 4 ]         |
|             |      | サー・アイザック・ハード              | 1784年 - 1822年 | [ 4 ]         |
|             |      | サー・ジョージ・ネイラー              | 1822年 - 1831年 | [ 4 ]         |
|             |      | サー・ラルフ・ビグランド              | 1831年 - 1838年 | [ 4 ]         |
|             |      | サー・ウィリアム・ウッズ              | 1838年 - 1842年 | [ 4 ]         |
|             |      | サー・チャールズ・ヤング              | 1842年 - 1869年 | [ 4 ]         |
|             |      | サー・アルバート・ウッズ              | 1869年 - 1904年 | [ 4 ]         |
|             |      | サー・アルフレッド・スコット＝ゲティ  | 1904年 - 1918年 | [ 4 ]         |
|             |      | サー・ヘンリー・ファーナム・バーク    | 1919年 - 1930年 | [ 4 ]         |
|             |      | サー・ジェラルド・ウォラストン        | 1930年 - 1944年 | [ 4 ]         |
|             |      | サー・アルガー・ハワード              | 1944年 - 1950年 | [ 4 ]         |
|             |      | サー・ジョージ・ベリュー              | 1950年 - 1961年 | [ 4 ]         |
|             |      | サー・アンソニー・ワグナー            | 1961年 - 1978年 | [ 4 ]         |
|             |      | サー・アレクザンダー・コール          | 1978年 - 1992年 | [ 12 ] [ 13 ] |
|             |      | サー・コンラード・スワン              | 1992年 - 1995年 | [ 14 ]        |
|             |      | サー・ ピーター・グウィン＝ジョーンズ | 1995年 - 2010年 | [ 15 ] [ 16 ] |
|             |      | サー・トマス・ウッドコック            | 2010年 - 2021年 | [ 17 ] [ 18 ] |
|             |      | デイヴィッド・ホワイト                | 2021年 -        | [ 19 ]        |